# Yamuna Nagar
Yamuna Nagar è una città dell'India di 189.587 abitanti, capoluogo del distretto di Yamuna Nagar, nello stato federato dell'Haryana. In base al numero di abitanti la città rientra nella classe I (da 100.000 persone in su).

## Geografia fisica
La città è situata a 30° 6' 0 N e 77° 16' 60 E e ha un'altitudine di 254 m s.l.m..

## Società

### Evoluzione demografica
Al censimento del 2001 la popolazione di Yamuna Nagar assommava a 189.587 persone, delle quali 101.888 maschi e 87.699 femmine. I bambini di età inferiore o uguale ai sei anni assommavano a 22.344, dei quali 12.563 maschi e 9.781 femmine. Infine, coloro che erano in grado di saper almeno leggere e scrivere erano 139.582, dei quali 78.177 maschi e 61.405 femmine.